# كيث ديفيس (لاعب اتحاد الرغبي)
كيث ديفيس (بالإنجليزية: Keith Davis)‏ هو لاعب اتحاد الرغبي نيوزيلندي، ولد في 21 مايو 1930 في واكتاني ‏ في نيوزيلندا، وتوفي في 2 مارس 2019.

## وصلات خارجية
- كيث ديفيس عل موقع إسبنسكروم (الإنجليزية)